# Stockbridge (Michigan)
Stockbridge – wieś w Stanach Zjednoczonych, w stanie Michigan, w hrabstwie Ingham.